# Чесноков, Егор Александрович
Егор Александрович Чесноко́в (1915—1976) — младший лейтенант Советской Армии, участник Великой Отечественной войны, Герой Советского Союза (1944).

## Биография
Егор Чесноков родился 21 апреля 1915 года в посёлке Дубовый (ныне — Таловский район Воронежской области). После окончания четырёх классов школы работал в колхозе. В 1937 году Чесноков был призван на службу в Рабоче-крестьянскую Красную Армию. С сентября 1942 года — на фронтах Великой Отечественной войны.
К сентябрю 1943 года гвардии красноармеец Егор Чесноков был разведчиком 106-й отдельной разведроты 110-й гвардейской стрелковой дивизии 37-й армии Степного фронта. Отличился во время битвы за Днепр. 29 сентября — 22 октября 1943 года Чесноков многократно совершал разведывательные вылазки во вражеский тыл, добыв важные данные о немецкой обороне и захватив несколько «языков». 30 сентября 1943 года он переправился через Днепр в районе села Куцеволовка Онуфриевского района Кировоградской области Украинской ССР и принял активное участие в боях за захват и удержание плацдарма на его западном берегу.
Указом Президиума Верховного Совета СССР от 22 февраля 1944 года за «мужество и героизм, проявленные в разведывательных операциях и в боях на Днепровском плацдарме», гвардии красноармеец Егор Чесноков был удостоен высокого звания Героя Советского Союза с вручением ордена Ленина и медали «Золотая Звезда» за номером 2496.
В 1945 году Чесноков окончил Полтавское танковое училище. В 1946 году в звании младшего лейтенанта он был уволен в запас. Проживал и работал в селе Верхняя Тишанка Таловского района. Умер 10 октября 1976 года.
Был также награждён орденами Красного Знамени и Славы 3-й степени, рядом медалей.